# 20. Luftwaffen-Feld-Division
La 20. Luftwaffen-Feld-Division (20e division de campagne de la Luftwaffe) a été l'une des principales divisions de la Luftwaffe allemande durant la Seconde Guerre mondiale.

## Création et différentes dénominations
La 20. Luftwaffen-Feld-Division a été formée le 8 mars 1943 à Munsterlager (en).
En août 1943, elle intègre les restes du Flieger-Regiment 23 dissous le 14 juillet 1943.
Comme plusieurs autres Luftwaffen-Feld-Division, le 1er novembre 1943, la division est intégrée dans la Heer sous le nom de 20. Feld-Division.
Le 1er juin 1944, en Italie, la 20. Feld-Division (L) change de désignation et devient la 20. Luftwaffen-Sturm-Division (20e division d'assaut de la Luftwaffe).

## Historique et théâtres d'opérations
1943
- Le 8 mars, formation de la 20. Luftwaffen-Feld-Division à Munsterlager.
- En mars, la division se déplace sur Aalborg.
- En août, elle intègre les restes du Flieger-Regiment 23.
- Le 1er novembre, la division est intégrée dans la Heer sous le nom de 20. Feld-Division.

1944
- Italie : Juin - Novembre
  - Le 1er juin, la 20. Feld-Division (L) change de désignation et devient la 20. Luftwaffen-Sturm-Division.
  - La division est dissoute en Italie le 28 novembre. L'infanterie est attribuée à la 26e Panzerdivision en Italie, tandis que d'autres éléments ont été absorbés par la 155e Feldausbildungs-Division, également en Italie.

## Commandement

Drapeau du commandant d'une division aérienne

| Début              | Fin                | Grade        | Nom                               |
| ------------------ | ------------------ | ------------ | --------------------------------- |
| 1er avril 1943     | 5 avril 1943       | Generalmajor | Wolfgang Erdmann (de)             |
| 5 avril 1943       | Août 1943          | Oberst       | Hermann Vaue                      |
| Août 1943          | 1er septembre 1943 | Generalmajor | Robert Fuchs                      |
| 1er septembre 1943 | 1er novembre 1943  | Generalmajor | Erich Fronhöfer                   |
| 1er juin 1944      | 12 septembre 1944  | Generalmajor | Wilhelm Crisolli (Mort au combat) |
| 12 septembre 1944  | Septembre 1944     | Oberst       | Kaspar Völcker                    |
| 15 septembre 1944  | 11 décembre 1944   | Generalmajor | Erich Fronhöfer                   |

## Chef d'état-major
| Début            | Fin               | Grade          | Nom               |
| ---------------- | ----------------- | -------------- | ----------------- |
| 19 décembre 1942 | 1er novembre 1943 | Major          | Hans Delinsky     |
| 1er juin 1944    | 20 novembre 1944  | Oberstleutnant | Werner Laempe     |
| 20 novembre 1944 | 15 décembre 1944  | Major          | Burkhard Wichmann |

## Rattachement
| Avril 1943 - Octobre 1943 : |  | Befehlshaber der deutschen Truppen in Dänemark |

| Date                      | Armeekorps | Armée     | Heeresgruppe | Lieu                                           |
| ------------------------- | ---------- | --------- | ------------ | ---------------------------------------------- |
| Avril 1943 - Octobre 1943 |            |           |              | Befehlshaber der deutschen Truppen in Dänemark |
| Juin 1944                 | XIV        | 14e armée | C            | Orvieto, Livourne                              |
| Septembre 1944            | LXXVI      | 10e armée | C            | Adria                                          |

## Unités subordonnées
20. Feld-Division
- Luftwaffen-Jäger-Regiment 39
- Luftwaffen-Jäger-Regiment 40
- Panzer-Jäger-Abteilung Luftwaffen-Feld-Division 20
- Luftwaffen-Artillerie-Regiment 20
- Luftwaffen-Pionier-Bataillon 20
- Radfahrer-Kompanie Luftwaffen-Feld-Division 20
- Luftnachrichten-Kompanie Luftwaffen-Feld-Division 20
- Kommandeur der Nachschubtruppen Luftwaffen-Feld-Division 20

20. Luftwaffen-Sturm-Division
- Jäger-Regiment 39 (L)
- Jäger-Regiment 40 (L)
- Divisions-Füsilier-Bataillon 20 (L)
- Artillerie-Regiment 20 (L)
- Panzerjäger-Abteilung 20 (L)
- Pionier-Bataillon 20 (L)
- Nachrichten-Abteilung 20 (L)
- Feldersatz-Bataillon 20 (L)
- Versorgungstruppen 20 (L)